# Weinan
Weinan (chiń. 渭南; pinyin Wèinán) – miasto o statusie prefektury miejskiej w środkowych Chinach, w prowincji Shaanxi. W 2010 roku liczba mieszkańców miasta wynosiła 177 056. Prefektura miejska w 1999 roku liczyła 5 219 942 mieszkańców.

## Podział administracyjny
Prefektura miejska Weinan podzielona jest na:
- dzielnicę: Linwei,
- 2 miasta: Huayin, Hancheng,
- 8 powiatów: Hua, Tongguan, Dali, Pucheng, Chengcheng, Baishui, Heyang, Fuping.